# Drapeau d'Anguilla

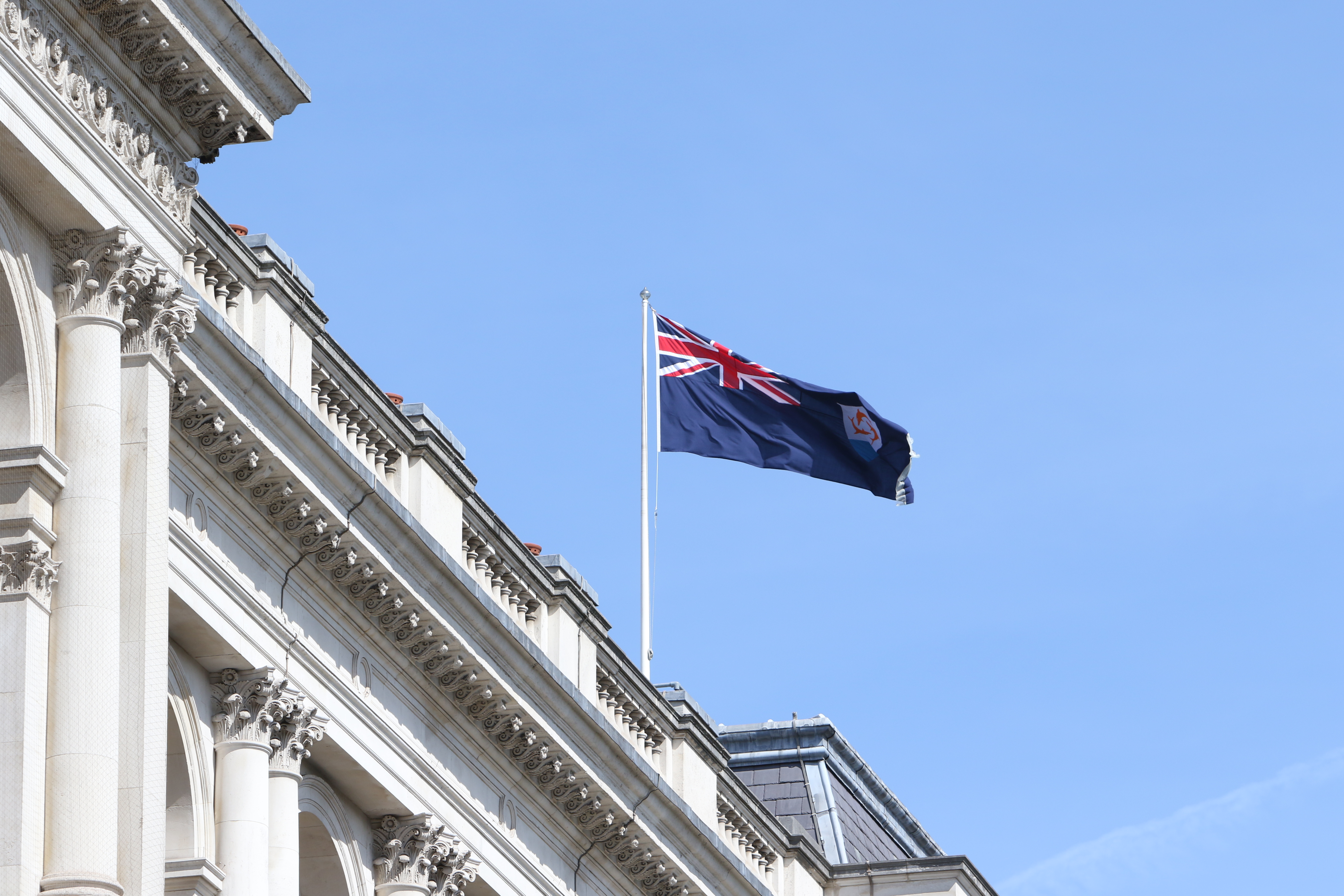
Drapeau d'Anguilla

Le drapeau d'Anguilla est basé sur le drapeau du Blue Ensign, comme beaucoup d'autres dépendances britanniques. Dans le coin droit est figuré le blason du pays, à savoir trois dauphins orange formant un cercle sur un fond blanc, avec une bande bleue au bas. Ce drapeau fut officiellement adopté en 1990.

## Anciens drapeaux
Historiquement, l'Union Jack fut officiellement utilisé jusqu'en 1967.

### Saint Christophe-Nevis-Anguilla
À la suite de l'échec de la Fédération des Indes occidentales en 1958, le territoire d'outre-mer britannique Saint Christophe-Nevis-Anguilla est créé et adopte alors un drapeau tricolore vertical de bande verte, jaune et bleu avec un palmier noir au centre.

### Révolution de 1967
Après la révolution de 1967 provoquant la séparation du reste du territoire d'outre-mer, l'île adopte un drapeau représentant deux sirènes tenant un coquillage. Il avait été envoyé par un groupe d'Anguillais de San Francisco et avait été hissé en juillet 1967 lorsque le drapeau du gouverneur avait été déchiré. Ce drapeau ne fut jamais vraiment accepté par les habitants.

### LeThree Dolphins flag(drapeau aux trois dauphins)
Le 29 septembre 1967, un nouveau drapeau flotte sur Anguilla tandis que l'île tente de faire sécession avec Saint-Christophe-et-Niévès. 
Le drapeau, qui est présent sur le drapeau actuel en écu, est constitué de trois dauphins orange signifiant l'endurance, l'unité et la force ; ils forment un cercle symbolisant la continuité. Le fond est blanc, couleur neutre de la paix et de la tranquillité et une bande horizontale bleu turquoise représente la mer des Caraïbes et également la jeunesse et l'espoir de la nation. Au départ, la teinte de la bande était bleu-vert mais pour des raisons de coût de production, la teinte finale fut le turquoise.
Ce drapeau fut utilisé officiellement pendant 23 ans. Le gouverneur Brian Canty proposa à la reine Élisabeth II de le changer pour faire référence au Royaume-Uni. Cependant, le drapeau aux dauphins reste le drapeau préféré de la population qui continue de l'utiliser.

### Galerie des anciens drapeaux

Drapeau de Saint Christophe-Nevis-Anguilla utilisé par Anguilla de 1958 à 1967
Drapeau provisoire de 1967
Le Dolphin flag utilisé de 1967 à 1990